# Vin de Bordeaux

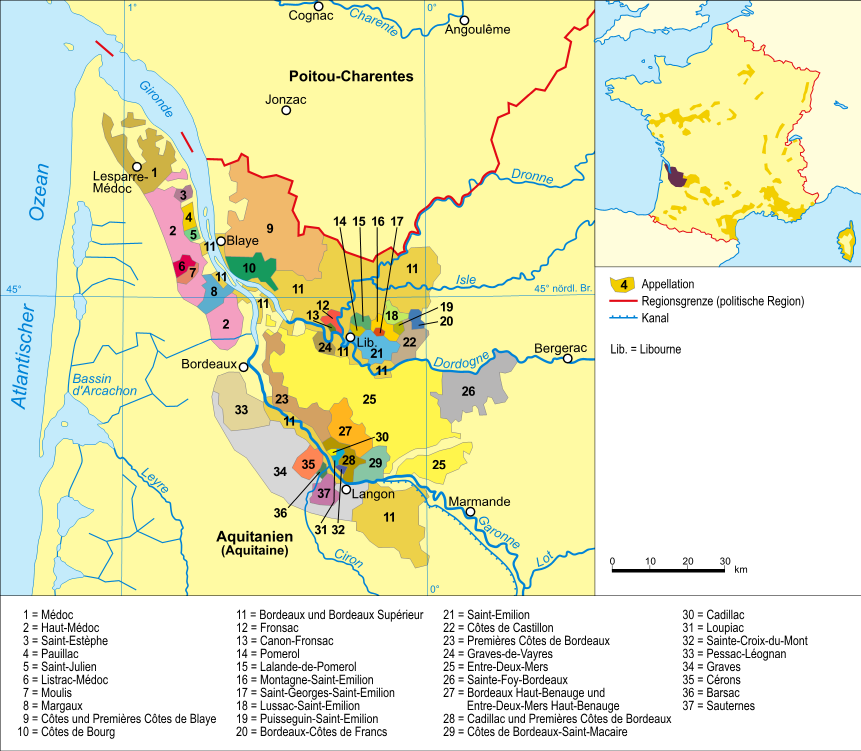
Harta regiunii viticole Bordeaux cu majoritatea denumirilor de origine. Râurile Garonne și Dordogne și estuarul Gironde au un rol important în definirea limitelor regiunii viticole.

Un vin de Bordeaux este orice vin produs în regiunea Bordeaux din sud-vestul Franței, centrat pe orașul Bordeaux pe râul Garonne, la nord de oraș, pe Râul Dordogne se alătură Garonne formarea larg estuar numit Gironde și acoperă întreaga suprafață a departamentului Gironde, cu o suprafața viticolă totală de peste 120.000 de hectare, aceasta fiind cea mai vastă zonă viticolă din Franța. Sunt produse în medie peste 700 de milioane de sticle de vin de Bordeaux, variind de la mari cantități de vinuri de masă consumate zilnic până la unele dintre cele mai scumpe și mai prestigioase vinuri din lume. Marea majoritate a vinurilor produse în Bordeaux sunt roșii (numite uneori „claret” în Marea Britanie), dar sunt produse și vinuri albe dulci (mai ales Sauternes), albe seci și (în cantități mult mai mici) vinuri rosé și spumante (Crémant de Bordeaux). Vinul de Bordeaux este produs de peste 8.500 de producători sau châteaux. Există 54 de denumiri de origine ale vinului de Bordeaux.

## Istoric

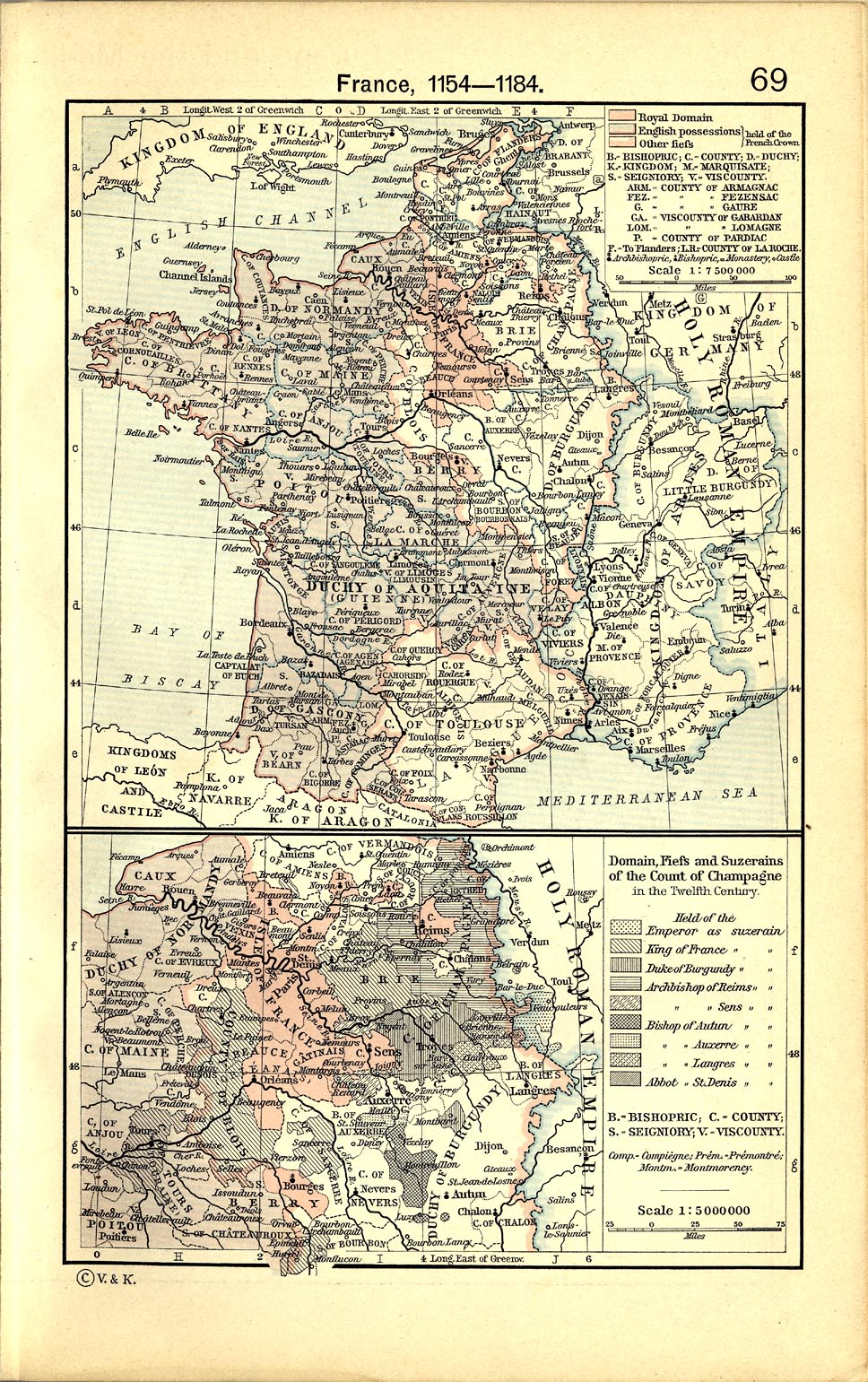
Harta provinciile franceze (inclusiv Bordeaux) stăpânite de uniunea monarhică Plantagenet-Aquitaine

Vinul a fost introdus în regiunea Bordeaux de către romani, probabil la mijlocul secolului I, pentru consumul local, iar producția de vin a fost continuă în regiune începând de atunci.
În secolul al XII-lea popularitatea vinurilor de Bordeaux a crescut dramatic în Anglia în urma căsătoriei lui Henric Plantagenetul și Eleanor de Aquitania. Prin această căsătorie provincia Aquitania a devenit parte a Imperiului Angevin și de atunci încolo vinul de Bordeaux a fost exportat în Anglia. În acea perioadă Graves era principala regiune vinicolă din Bordeaux, iar principalul soi produs era clairet. Există cronici care menționează omniprezența vinurilor clairet în Anglia, deși acest cuvânt este acum folosit pentru a desemna mai degrabă toate vinurile roșii decât soiul clairet. Exportul vinurilor de Bordeaux a fost întrerupt de izbucnirea Războiului de 100 de ani între Franța și Anglia în 1337. La sfârșitul conflictului în 1453 Franța a reocupat provincia, preluând astfel controlul asupra producției de vin din regiune. Ca parte a Auld Alliance, francezii au acordat negustorilor scoțieni o poziție privilegiată în comerțul cu vin roșu — o poziție care a continuat în mare parte neschimbată după Tratatul de la Edinburgh care a pus capăt alianței militare între Franța și Scoția. Chiar și atunci când regatele protestante ale Angliei și Scoției, conduse ambele de același rege din dinastia Stuart, au încercat să-i ajute militar pe rebelii hughenoți în lupta lor împotriva Franței Catolice din La Rochelle, navele comerciale scoțiene nu au avut voie să pătrundă în estuarul râului Gironde, dar Marina Franceză le-a dus în siguranță în portul Bordeaux pentru a le proteja de pirații hughenoți.
În secolul al XVII-lea, comercianții olandezi au asanat un teren mlăștinos din Médoc pe care a fost plantată viță-de-vie, iar acesta a depășit treptat podgoria Graves, devenind cea mai prestigioasă podgorie din regiunea Bordeaux. Malbec a fost soiul principal de struguri aici până la începutul secolului al XIX-lea, când a fost înlocuit de Cabernet Sauvignon.
În 1855 vinurile châteaux de Bordeaux au fost clasificate; această clasificare rămâne utilizată pe scară largă astăzi. Din 1875 până în 1892 aproape toate podgoriile din regiunea Bordeaux au fost distruse de filoxeră. Industria vinicolă din regiune a fost salvat prin altoirea de viță-de-vie autohtonă pe un portaltoi american rezistent la filoxeră.

## Clima și geografia
Aceste râuri delimitează principalele subdiviziuni geografice ale regiunii:
- „Malul drept”, situat pe malul drept al râului Dordogne, în partea de nord a regiunii, în jurul orașului Libourne.
- Entre-Deux-Mers, denumirea franceză pentru „între două mări”, zona dintre râurile Dordogne și Garonne, ambele fiind caracterizate prin existența mareelor, în centrul regiunii.
- „Malul stâng”, situat pe malul stâng al râului Garonne, în partea de vest și de sud a regiunii, chiar în jurul orașului Bordeaux. Malul stâng este subdivizat în:
  - Graves, zona în amonte de orașul Bordeaux.
  - Médoc, zona în aval de orașul Bordeaux, situată pe o peninsulă între Gironde și Oceanul Atlantic pe malul stâng al Girondei.

## Struguri

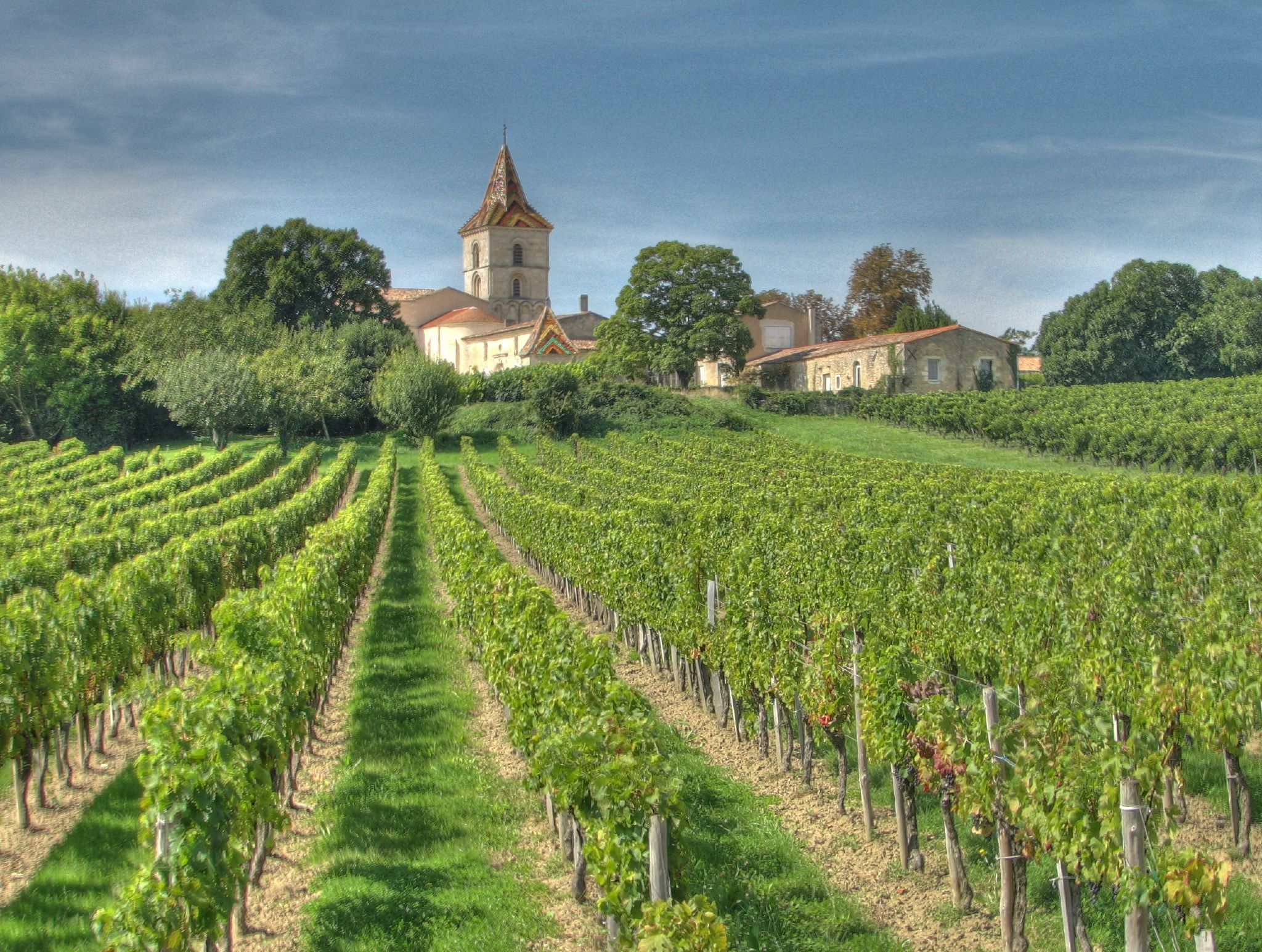
Podgoriile din zona Blaye a regiunii viticole Bordeaux

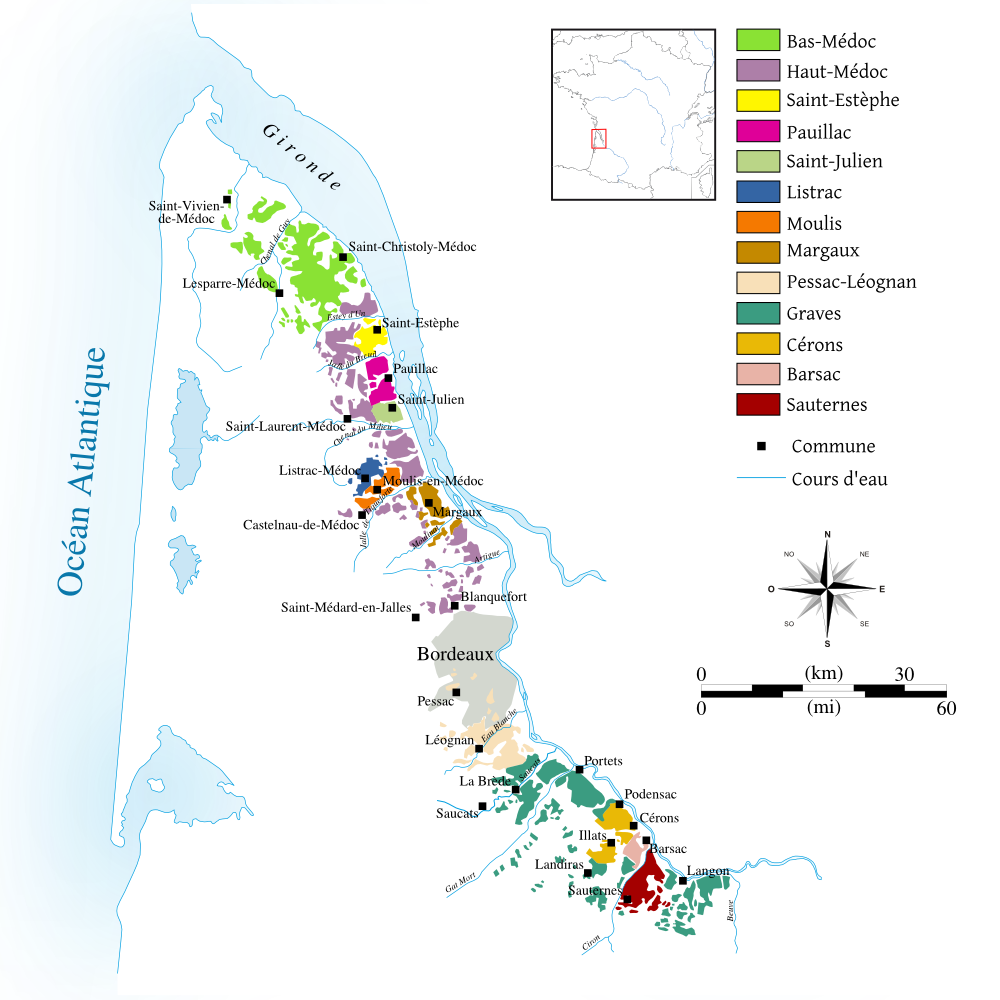
Zonele viticole de pe malul stâng al regiunii Bordeaux

Vinul roșu de Bordeaux este produs, în general, dintr-un amestec de struguri. Strugurii folosiți în acest amestec sunt Cabernet Sauvignon, Cabernet Franc, Merlot, Petit Verdot, Malbec și rareori Carménère. Astăzi Carménère este rar folosit, iar podgoria Château Clerc Milon este una dintre puținele podgorii unde de mai cultivă vița de vie Carménère.